# Baek Sung-dong
Baek Sung-dong (Gwangju, 13 de agosto de 1991) é um futebolista sul-coreano que atua pelo meio-campo. Atualmente, joga pelo Suwon FC.
Nas Olimpíadas de Verão de 2012, obteve a medalha de bronze na modalidade futebol.